# دستور ۷۷۰
Decreței (از زبان رومانیایی کلمه decret به معنای "فرمان"; شکل مصغر decrețel) کودکان فرمان، کودکان رومانیایی هستند که در اواخر دهه ۶۰ و در دهه ۷۰ میلادی بعد از صدور فرمان ۷۷۰ در رژیم کمونیستی نیکولای چائوشسکو به دنیا آمدند، فرمانی که با محدود کردن پیشگیری از بارداری و سقط جنین قصد داشت جمعیت نو و بزرگی برای رومانی بسازد.

نرخ تولد در سال ۱۹۶۷ جهش پیدا کرد ولی بعد از اینکه مردم توانستند راه‌هایی برای دور زدن دستور پیدا کنند به روند قبلی خود بازگشت.

## خاستگاه دستور
تا پیش از صدور فرمان ۷۷۰ در سال ۱۹۶۷، رومانی یکی از آزادترین سیاستهای سقط جنین را داشت. از آنجایی که روشهای پیشگیری چندانی در دسترس نبودند، سقط یکی از اصلی‌ترین ابزارهای تنظیم خانواده بود.
ترکیب مدرن شدن جامعه رومانی و مشارکت بالای زنان در بازار کار و استانداردهای زندگی پایین، باعث شد نرخ تولد از دهه ۵۰ میلادی شروع به کاهش چشمگیر کند و در ۱۹۶۶ به پایین سطح خود رسید. اما رهبران آن زمان رومانی آن را نتیجه فرمان قانونی شدن سقط در ۱۹۵۷ می‌دانستند.
برای مقابله با شیب تند کاهش جمعیت، حزب کمونیست تصمیم گرفت که جمعیت رومانی باید از ۲۳ میلیون به ۳۰ میلیون افزایش یابد. در اکتبر ۱۹۶۶ چائوشسکو فرمان ۷۷۰ را صادر کرد که پیشگیری و سقط بجز در مورد زیر را غیرقانونی اعلام می‌کرد:
- زنان بالای ۴۵ سال (بعدتر به ۴۰ سال کاهش یافت)
- زنانی که ۴ فرزند زاییده‌اند (بعدتر به ۵ فرزند افزایش یافت)
- • زنانی که خطر مرگ در صورت زایمان آنها را تهدید می‌کند
- زنانی که بر اثر تجاوز و/یا زنای با محارم باردار شده باشند

## اجرای دستور
برای اجرای دستور، جامعه به‌شدت تحت کنترل قرار گرفت. وسایل پیشگیری جمع‌آوری شد و همه زنان ملزم بودند ماهانه توسط پزشک زنان معاینه شوند. هر بارداری شناسایی شده تا زمان تولد پیگیری می‌شد. پلیس مخفی مراقبت شدید بر عمل‌های جراحی در بیمارستان‌ها داشت.
آموزشهای جنسی بازطراحی شد و بر روی مزایای مادر بودن و شکوه مادری قهرمانی که به وطن فرزندان بسیار هدیه می‌دهد متمرکز شد.
اثر مستقیم دستور، موج عظیم نوزادان بود. بین سال‌های ۱۹۶۶ و ۱۹۶۷ میزان تولد تقریباً ۱۰۰٪ افزایش یافت و تعداد فرزندان به ازای هر زن از ۱/۹ به ۳/۷ رسید. نسلی که بین سالهای ۱۹۶۷ و ۱۹۶۸ به دنیا آمدند بزرگترین نسل تاریخ رومانی بودند. با شتاب هزاران مهد کودک ساخته شد.

## سرپیچی و دور زدن دستور و مرگ و میر
در دهه هفتاد نرخ تولد بار دیگر کاهش یافت. فشار اقتصادی بر روی خانواده‌ها باقی مانده بود و مردم شروع به یافتن راه‌هایی برای دور زدن و سرپیچی از فرمان کردند. زنان ثروتمند قادر بودند راه‌های غیرقانونی پیشگیری پیدا کنند یا به پزشکان رشوه بدهند تا مجوز پزشکی سقط جنین را صادر کنند. اما به‌طور ویژه در میان زنان فقیرتر و کم سوادتر بارداری‌های ناخواسته بسیاری پیش می‌آمد. این زنان تنها به روش‌های بدوی سقط دسترسی داشتند که باعث عفونت، نازایی و حتی مرگ آنها می‌شد. مرگ و میر زنان باردار در دوران چائوشسکو به بالاترین میزان در اروپا رسید. اگر چه مرگ و میر هنگام تولد نوزدان در کشورهای همسایه رومانی در آن سالها رو به کاهش بود اما در رومانی به بیش از ۱۰ برابر همسایگانش افزایش یافت.
بسیاری از کودکانی که در این دوره متولد شدند دچار سوءتغذیه شدند، به‌شدت دچار معلولیت جسمی شدند یا در شرایط بسیار خشن نگهداری شدند که باعث افزایش مرگ و میر کودکان شد.

## یتیمان رومانیایی
نتیجه سیاست‌های افزایش جمعیت چائوشسکو، کودکان بسیاری بودند که به علت ناتوانی والدین در نگهداری آنها سر از یتیم‌خانه‌ها درآورند. بخش عمده کودکانی که در یتیم‌خانه‌های کمونیستی زندگی می‌کردند واقعاً یتیم نبودند بلکه تنها فرزندان والدینی بودند که ناتوان از نگهداری آنها بودند.

## انقلاب رومانی
استیون لویت و استفان جی دن‌بار در کتاب Freakonomics یا اقتصاد چیزهای عجیب و غریب استدلال می‌کنند که کودکانی که بعد از ممانعت مادران از سقط جنین به دنیا می‌آیند، هنگام رسیدن به سن بلوغ با احتمال بیشتری مرتکب جرم می‌شوند و سلسله مراتب قدرت را کمتر به رسمیت می‌شناسند. در ادامه استدلال می‌کنند که کودکان دستور دقیقاً همان کسانی بودند که شورش خونین علیه رژیم چائوشسکو را در ۱۹۸۹ رهبری کردند. در آن سال ارشدترین کودکان دستور ۲۲ سال داشتند که سنی معمول در میان انقلابیون است. لویت و دن‌بار به این نکته اشاره دارند که رومانی تنها کشور اروپای شرقی کمونیستی بود که در آن زمان قوانین سفت و سخت و خشن علیه پیشگیری از بارداری و سقط جنین داشت و همچنین تنها کشوری بود که رهبرش در پایان جنگ سرد با خشونت به زیر کشیده شد و به قتل رسید. بیشتر کشورهای کمونیست دوران گذار پرسروصدا اما آرامی را سپری کردند. البته حکمرانی خودکامه جنبه‌های دیگری نیز داشت که موجب چنین واکنش خون‌باری در عوض گذاری آرام شد، مانند نبود زندگی اجتماعی و اجتماعات قانونی، سازمان وسیع جاسوسی و پلیس ویژه که بعد از آلمان شرقی رتبه دوم را داشت، کیش شخصیت و پرستش رهبر که پیرامون رهبری اعظم بنا شده بود. خشونت واقعی انقلاب را می‌توان به شکاف بین فرمانروایی و پلیس نظامی/مخفی و خلاء قدرت ناشی از آن نیز مربوط دانست. مشاهدات نشان می‌دهد که انقلاب‌ها به شکل امواج هستند و رومانی صرف‌نظر از بافت جمعیتی خود، آن را تجربه می‌کرد.

## سقط جنین بعد از سال ۱۹۹۰
هر چند در اوایل دهه ۹۰ و بلافاصله بعد از قانونی شدن سقط، نرخ سقط بسیار بالا بود، اما با افزایش زوج‌هایی که با استفاده از روش‌های پیشگیری زندگی خود را استحکام بخشیدند و با شروع ثبات اقتصادی بعد از دوره ناآرامی و بی‌ثباتی، این نرخ کاهش یافت. بنا بر آمار مؤسسه ملی آمار، نرخ سقط از سال ۱۹۹۰ به شرح زیر است: